# Lundbergs läderfabrik

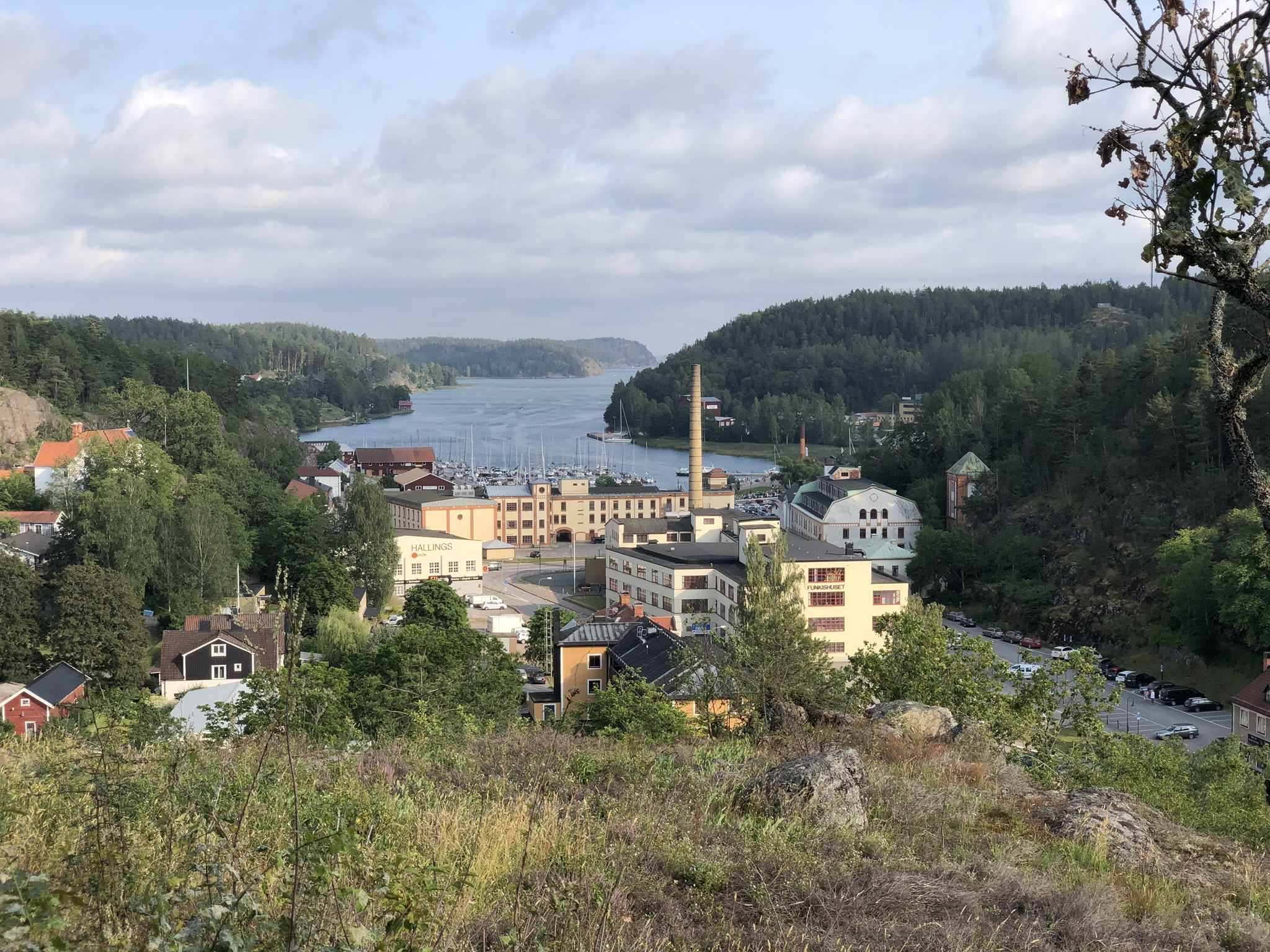
Lundbergs läderfabrik i mitten med utsikt ut över Valdemarsviken (2019). Utsikt från Flaggberget i Valdemarsvik.

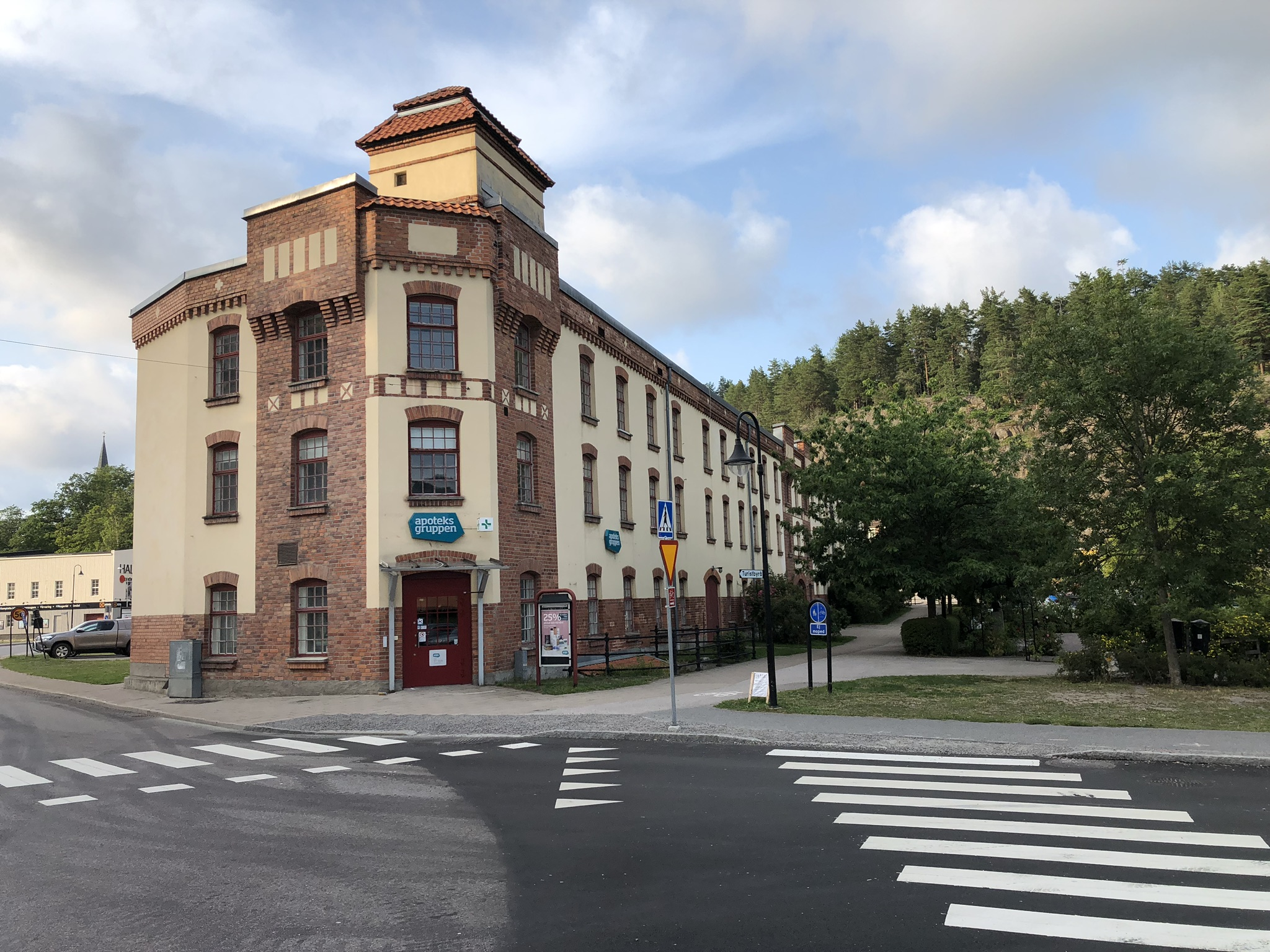
Lundbergs läderfabrik, fasaden mot sjösidan.

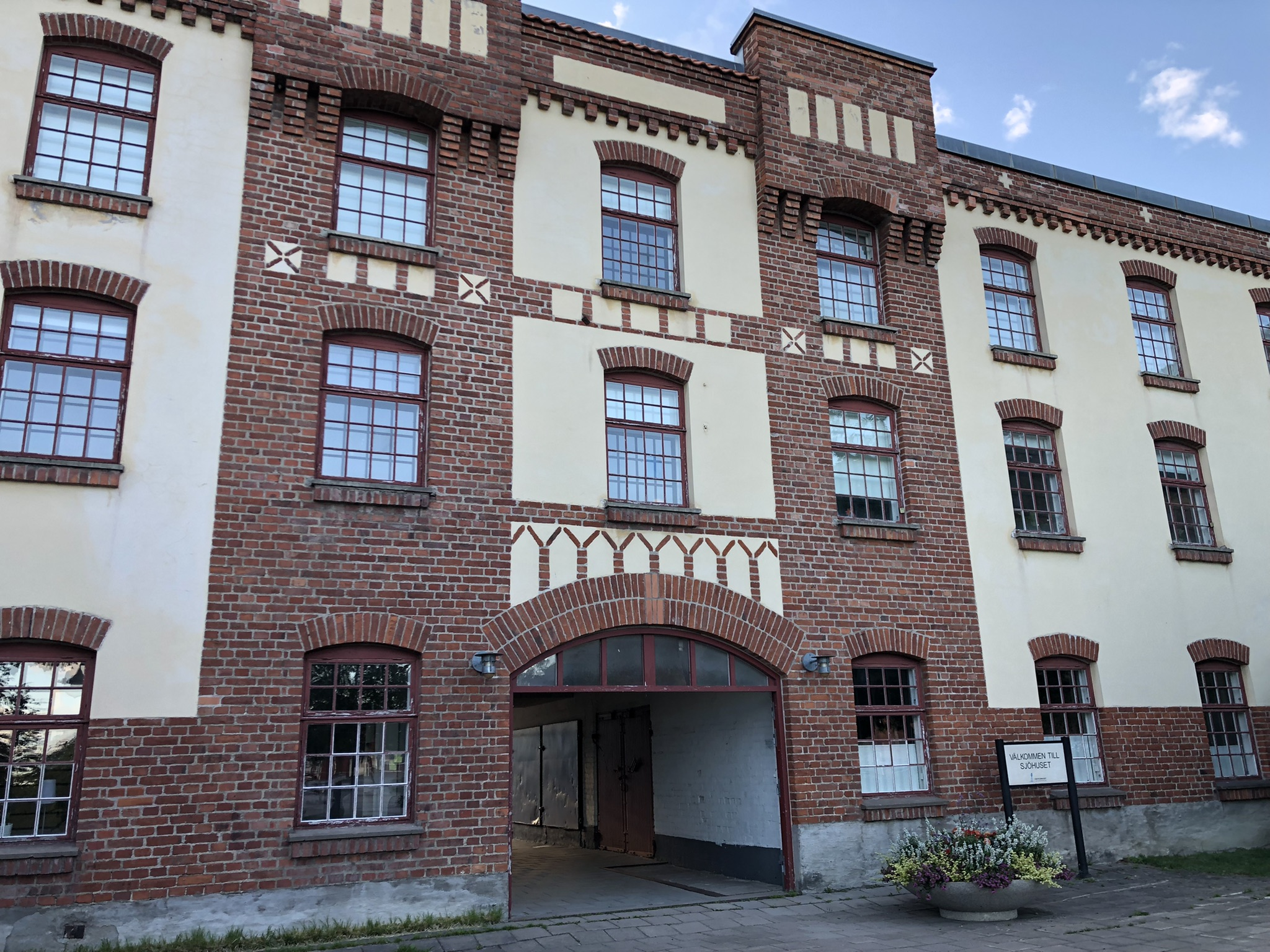
Lundbergs läderfabrik, huvudporten sedd från sjösidan det vill säga sedd från Valdemarsviken (2019)

Lundbergs läderfabrik i Valdemarsvik var ett svenskt garveriföretag som växte fram runt 1870-talet och hade som mest omkring 600 anställda. Fabriken hade en dominerande ställning på orten under första delen av 1900-talet, men 1960 lades tillverkningen ned. 
Nedläggningen av fabriken berodde till stor del på billigare import samt att till exempel skor började tillverkas av andra material än läder. I dag har delar av fabriken rivits, men ännu ger den karaktär åt stadskärnan. Nu bedrivs andra verksamheter i de gamla fabrikslokalerna.
C J Lundbergs läderfabrik startade 1869 i Gärdserum i nordöstra Småland. Verksamheten flyttades 1873 till Valdemarsvik där den utvecklades till ortens största näring under nästan nio decennier. 1897 ombildades företaget till aktiebolag under namnet Lundbergs läderfabriks AB.
Ursprungliga garvningstekniken var vegetabilisk garvning med bark som garvämne. Metoden var tidskrävande och tog veckor i anspråk. Under de första åren av 1900-talet togs en betydligt snabbare metod i bruk nämligen kromgarvningstekniken. Garvningen som tagit veckor tidigare gjordes nu på en dag. Fabriken växte snabbt i synnerhet under världskrigen och sysselsatte som mest 600 personer. Lundbergs läder var en av Skandinaviens största läderfabriker. På 1950-talet svek marknaden för läderprodukter och utslagningen var stor. 1959 köptes Lundbergs läder upp av konkurrenten Ehrnbergs läderfabrik i Simrishamn som året efter lade ned fabriken i Valdemarsvik.
Att kromsalter hade en stor negativ inverkan på miljön upptäcktes långt senare och blev särskilt påtagligt eftersom vattnets väg från samhället till öppet hav är nära två landmil lång, varför stora mängder metaller finns lagrade i Valdemarsvikens bottenslam. Ett muddringsprojekt med syfte att rena viken från krom- och kvicksilverrester genomfördes åren 2012-2015.